# Exposição Internacional de 1897
A Exposição Internacional de 1897 foi uma feira mundial que aconteceu em Bruxelas entre 10 de maio de a 8 de novembro de 1897. Vinte e sete países participaram da exposição, que teve uma audiência estimada de 7.8 milhões de pessoas.
Os principais locais que abrigaram a feira foram o Parque do Cinquentenário e uma seção colonial do Tervuren, mostrando uma propriedade particular do Rei Leopoldo II da Bélgica, o Estado Livre do Congo. As duas seções eram ligadas por meio de um trem, construído com este propósito.

## Exibição Colonial
A Seção Tervuren aconteceu no Palácio das Colônias, projetado pelo arquiteto belga Albert-Philippe Aldophe. NO salão principal, Georges Hobé projetou uma estrutura especial de madeira de bilinga no estilo Art Nouveau a fim de evocar a floresta. A exibição na parte interna mostrava vários objetos etnográficos, animais embalsamados e no Salão das Grandes Culturas, os produtos mais importantes do Congo estavam em exibição: café, cacau e tabaco. No parque, um exemplo de vila congolesa foi construído, com 267 africanos lá vivendo pelo período da feira. O sucesso desta exibição levou ao estabelecimento permanente do Museu Real da África Central, em 1898.

## Art Nouveau
Entre os primeiros projetistas da feira estavam os mestres belgas da arquitetura Art Nouveau: Henry van de Velde, Paul Hankar, Gédéon Bordiau, e Gustave Serrurier-Bovy. Henri Privat-Livemont desenhou pôsteres para a exposição. Poucos pôsteres ainda existem.
O pequeno pavilhão neo-clássico chamado de Templo das Paixões Humanas foi projetado por Victor Horta, que o desenhou para abrigar uma escultura feita por Jef Lambeaux foi terminado a tempo para a feira, mas sua abertura, graças a algumas disputas, foi adiada para 1899.

## Comemoração

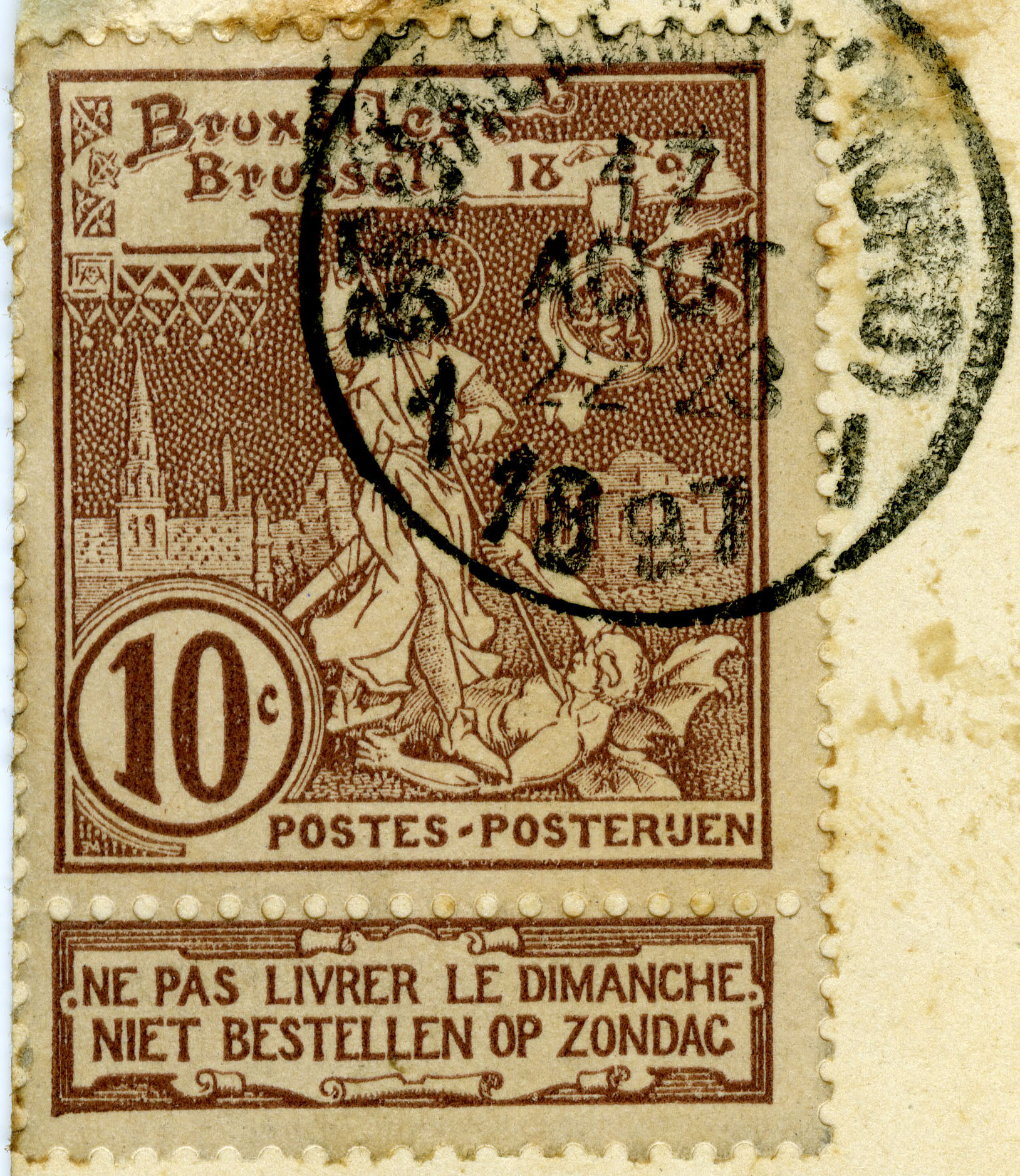
Selo comemorativo.
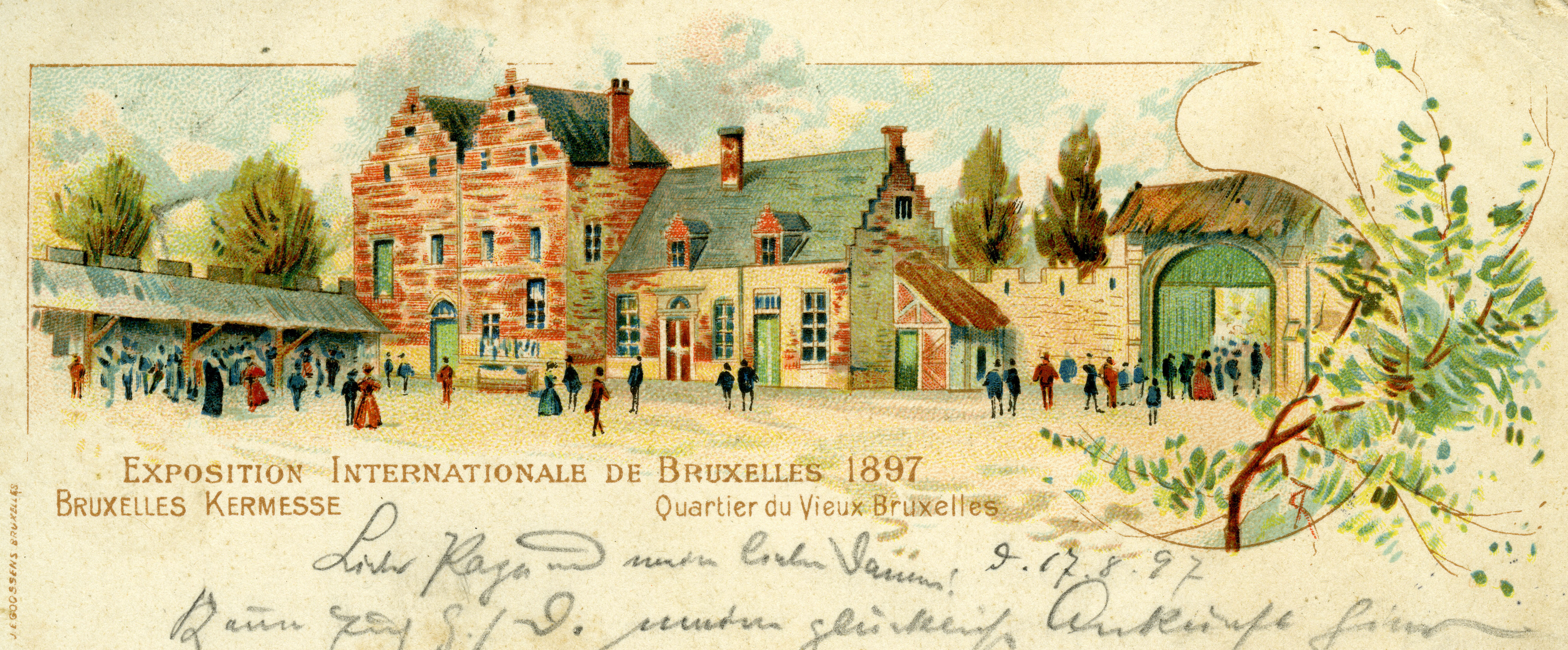
Cartão-postal.